# پاستورانا
پاستورانا (به ایتالیایی: Pasturana) یک کومونه در ایتالیا است که در استان آلساندریا واقع شده‌است.

## خصوصیات
پاستورانا ۵٫۳ کیلومترمربع مساحت و ۱٬۰۸۶ نفر جمعیت دارد و ۲۱۴ متر بالاتر از سطح دریا واقع شده‌است.